# Ferrari 330 GT 2+2
Vous lisez un « bon article » labellisé en 2009.
Pour un article plus général, voir Ferrari 330.
La Ferrari 330 GT 2+2 est un coupé automobile 2+2 de grand tourisme produit par le constructeur automobile italien Ferrari de 1964 à 1967. Elle succède à la Ferrari 250 GTE qui a montré l'existence d'un marché correspondant à ce type d'automobiles. Alors que cette dernière avait déjà marqué l'histoire de Ferrari par la production d'un nombre inhabituellement élevé d'exemplaires – plus de 900 exemplaires –, la 330 GT fera encore mieux puisqu'elle sera produite à 1 088 exemplaires.
Dessinée par le célèbre carrossier turinois Pininfarina, depuis longtemps associé à Ferrari, la proue et la poupe de la 330 GT 2+2 sont particulièrement novatrices, notamment en ce qui concerne les blocs optiques avant à quatre phares. Néanmoins, le dessin de ce dernier élément est diversement apprécié, ce qui incite Pininfarina à adopter un style plus conventionnel en 1965. Le dessinateur Tom Tjaarda explique qu'il souhaitait faire quelque chose de différent tout en réalisant un modèle quatre places au goût du jour.

## Genèse
La Ferrari 250 GTE, produite de 1960 à 1963, est la première automobile 2+2 du constructeur italien. Mais malgré son succès, elle est considérée trop « sage » et trop peu puissante. Ferrari décide alors de développer un modèle palliant ces critiques, et la dénomme 330 GT car sa cylindrée unitaire passe de 250 cm3 à 330 cm3. Présentée à un petit nombre de journalistes le 11 janvier 1964 à Maranello lors de la conférence de presse annuelle précédant le début de la saison en compétition, puis au public au Salon automobile de Bruxelles,, son dessin, nettement plus agressif et plus affirmé, est le fruit du travail du dessinateur américain Tom Tjaarda pour le carrossier Pininfarina ; la 330 GT 2+2 représente d'ailleurs le premier modèle dessiné par Tjaarda pour Pininfarina.
La 330 GT 2+2 naît dans un contexte historique très favorable : pour la première fois de son histoire, en 1964, Ferrari réalise un doublé aux 1 000 kilomètres du Nürburgring et remporte également les trois premières places aux 24 Heures du Mans. Il en ressort que « la domination technologique et sportive de Ferrari est absolue puisque aucune marque n'a plus jamais dominé à ce point à la fois en Sport-prototypes et en Grand Tourisme ».

## Aspect extérieur
La difficulté pour Pininfarina est de concevoir une automobile au dessin évocateur d'une certaine sportivité tout en préservant un habitacle à quatre places. Ce défi ayant été relevé pour la 250 GTE, c'est donc tout naturellement que sa descendante, la 330 GT, en reprend les principaux traits. Le dessin plongeant des vitres latérales notamment, permet de diminuer l'impression de berline induite par la ligne de toit horizontale. Seul le dessin de la poupe et de la proue diffère sensiblement, à l'image des feux en amandes placés horizontalement à chaque extrémité du coffre.

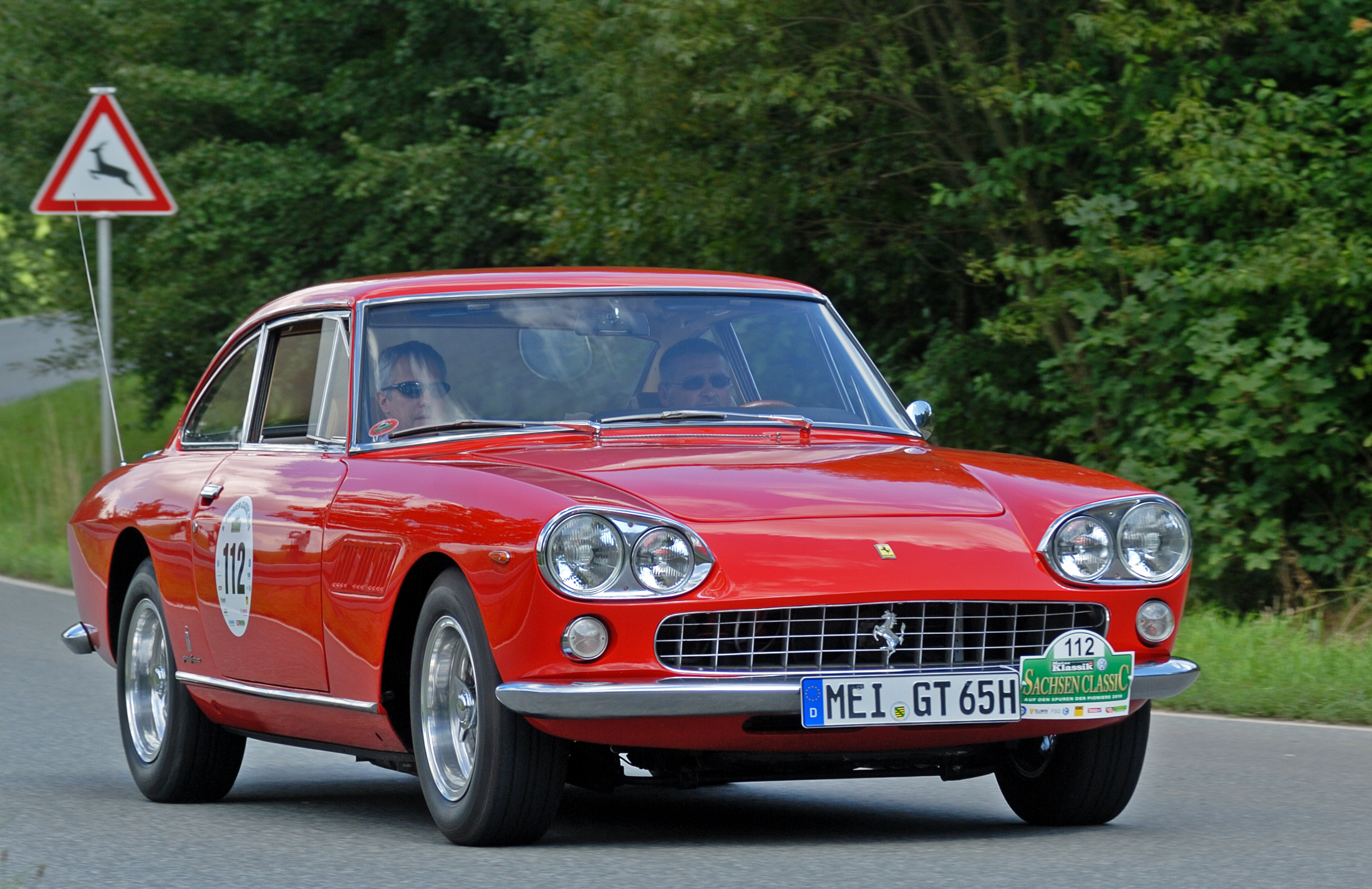
Un exemplaire de 330 GT datant avant 1965, reconnaissable à ces quatre phares.

La proue de la 330 GT marque notamment un tournant stylistique dans la gamme Ferrari. Bien que déjà employés sur la Ferrari 400 Superamerica Superfast IV, les blocs optiques se composent de doubles phares – une configuration très tendance à cette époque importée d'outre-Atlantique, – généralement comparé à des yeux bridés (« Chinese Eye »). Leur dessin étant accueillis diversement lors de sa présentation au public, Pininfarina décide finalement en 1965, d'adopter un style plus conventionnel avec deux phares ronds.
Les jantes à rayons en aluminium poli au papillon central chromé, dessinées par Borrani, confèrent une « distinction rare » à la 330 GT 2+2 ; proposées de série sur la première version de la 330 GT, elles ne seront en revanche disponibles qu'en option sur la Série II et sont remplacées de série par des jantes en fonte d'alliage léger. Comme pour la 250 GTE, les flancs avant de la 330 GT sont ajourés par, dans un premier temps, onze fentes étroites, avant d'être remplacées en 1965 par trois larges ouvertures suggérant des ouïes de requin,.

## Habitacle

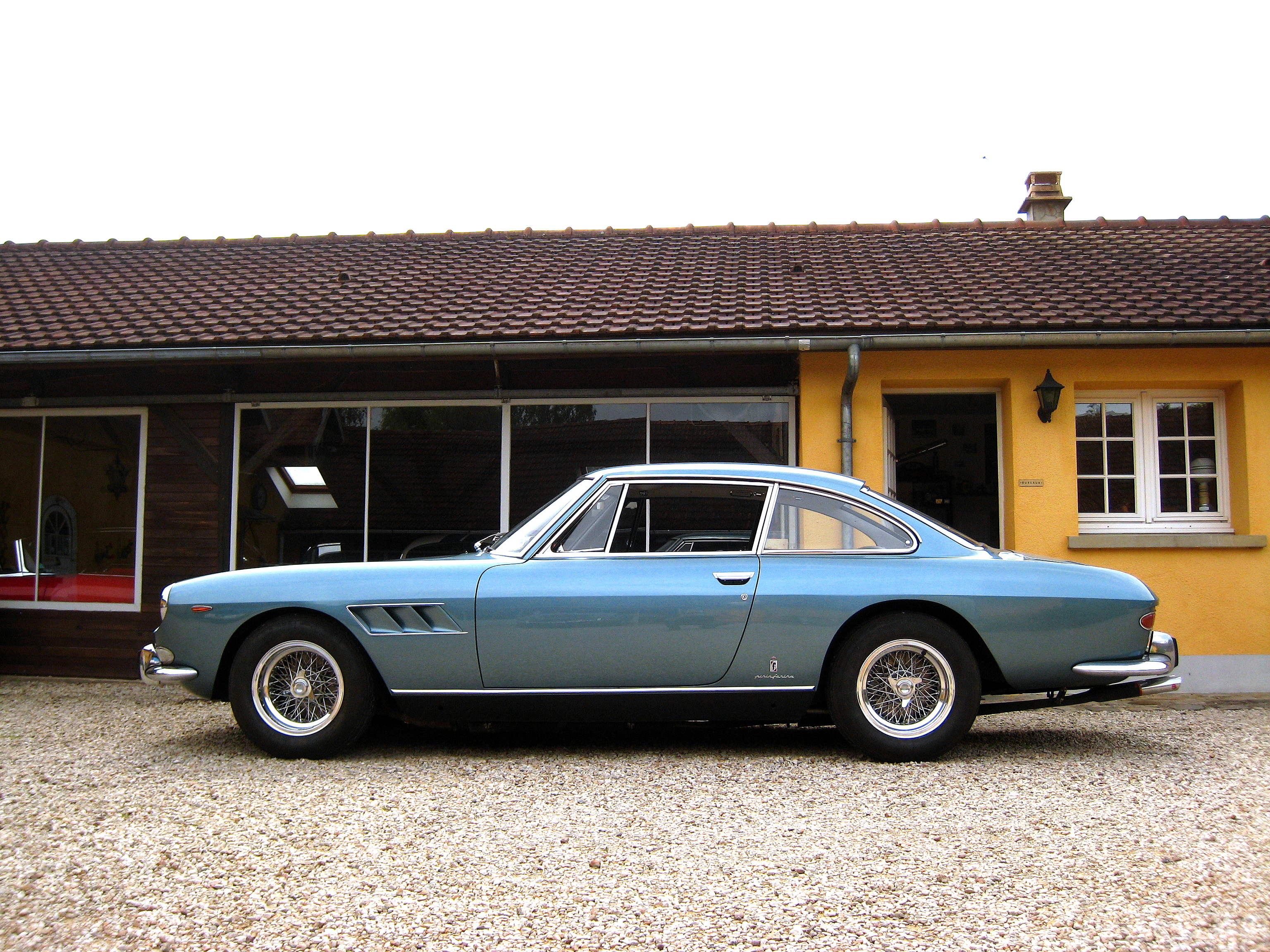
L'empattement allongé de la 330 GT profite notamment aux passagers arrière.

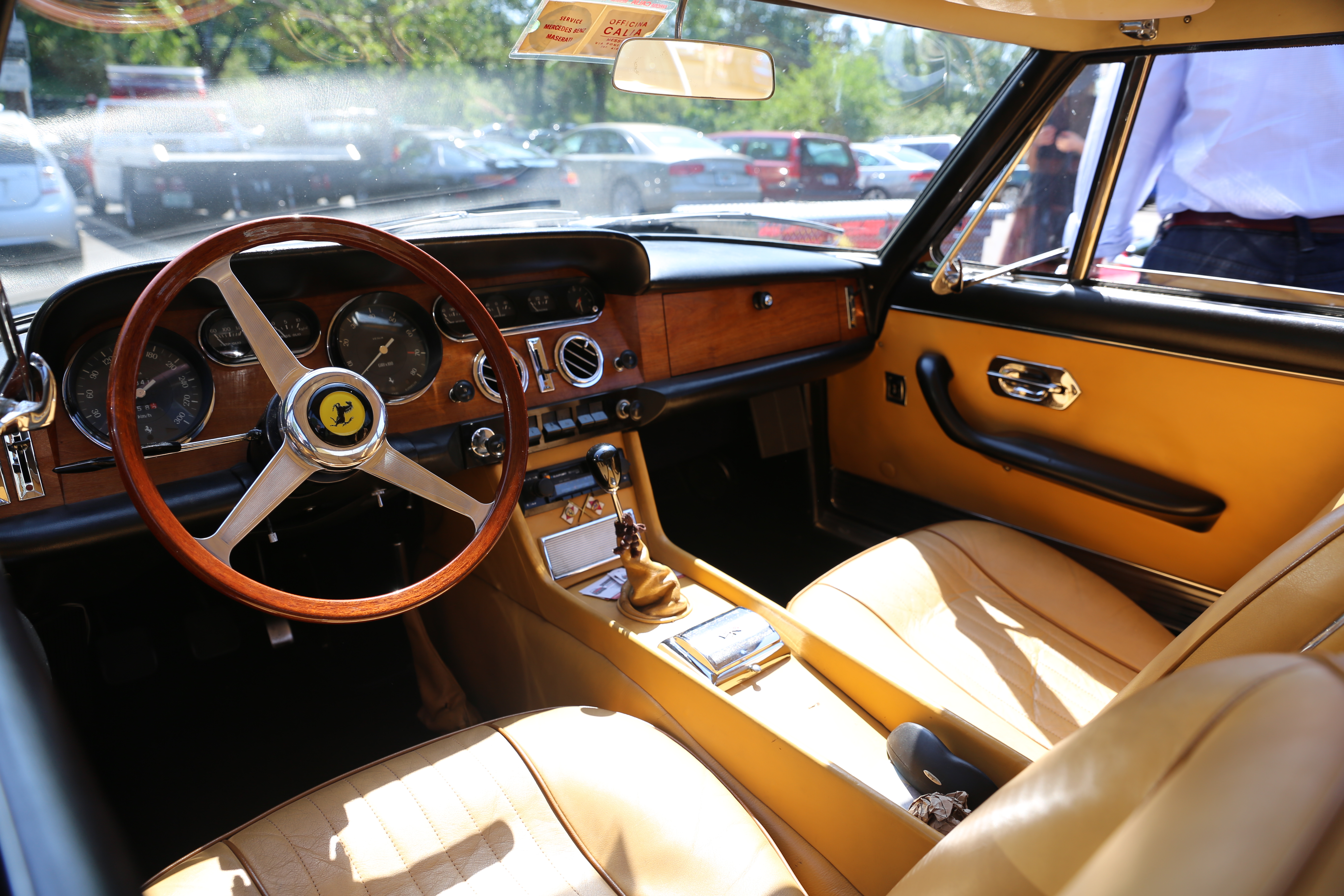
Habitacle d'une Ferrari 330 GT 2+2.

L'habitacle est plus vaste que celui de la 250 GTE puisque l'empattement est allongé de 50 cm pour atteindre 2 650 mm ce qui permet d'offrir 10 cm supplémentaires pour les jambes des passagers arrière. L'accès est aisé, bien qu'il nécessite une certaine souplesse. L'intérieur peut cependant décevoir par sa qualité de fabrication et par sa présentation, même si les éléments sont « bien agencés » ; le célèbre magazine Autosport lui reprochait notamment ses applications de bois de piètre imitation de ceux utilisés dans les voitures de luxe anglaises. La planche de bord reprend pourtant un dessin classique habillé de cuir noir et de bois dont les cadrans sont cerclés d'un plastique noir.
Le levier de vitesse abandonne la grille de sélection habituelle des modèles de Ferrari, caractéristique pour le son qu'elle émet lors du passage d'un rapport, au profit d'un soufflet en cuir. Ce choix résulte de la volonté de Ferrari de présenter une 330 GT aussi bourgeoise et confortable que sportive,.

## Moteur et transmission

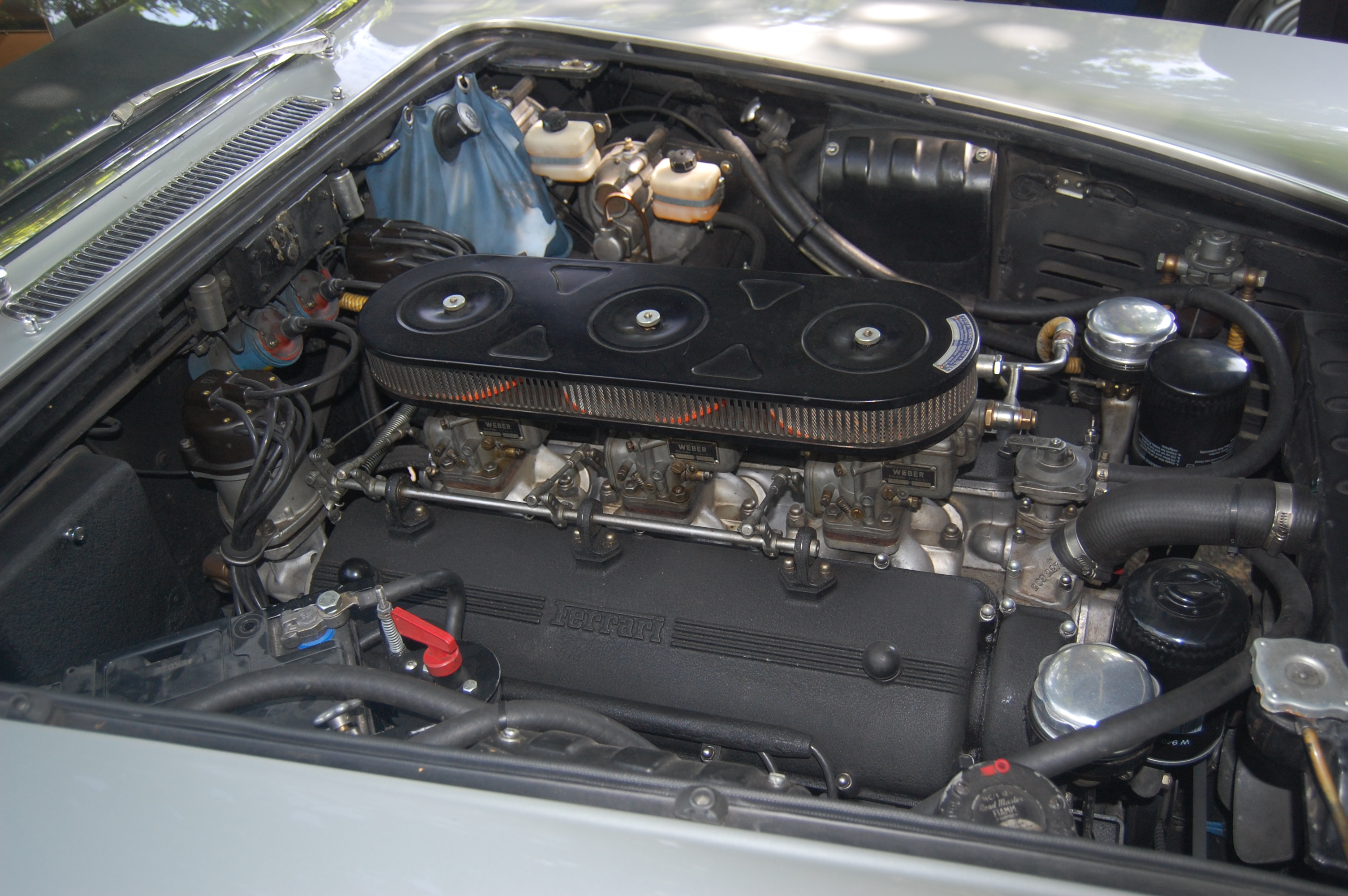
Le moteur V12 est placé en position longitudinale avant.

La 330 GT 2+2 est mue par une version remaniée (Tipo 209) du moteur V12 de la Ferrari 400 Superamerica d'une cylindrée de 3 967 cm3 (alésage/course de 77 mm × 71 mm). La distribution est assurée par quatre arbres à cames en tête, soit deux par banc de cylindres. Alimenté par trois carburateurs Weber double corps 40 DCZ/6, il développe 300 ch à 6 600 tr/min pour un couple « solide » de 390 N m dès 5 000 tr/min, (taux de compression de 8,8:1). Le refroidissement du moteur est lui revu en profondeur. Le bloc tout aluminium est allongé afin de permettre une meilleure circulation de l'eau et une nouvelle pompe à eau, entraînée par courroie, lui est associé.
Le moteur de la 330 GT Série I est initialement associé à une boîte de vitesses manuelle à quatre rapports, dont le dernier est en prise directe, à overdrive Laycock de Normanville à enclenchement électrique ; en 1965, la Série II inaugure une nouvelle boîte entièrement synchronisée à cinq rapports. Dans les deux cas, la vitesse maximale annoncée est toujours de 245 km/h. Autre nouveauté technique, un alternateur de 40 ampères remplace la dynamo.

## Châssis, suspensions et freins
La Ferrari 330 GT 2+2 s'équipe d'un système de freinage inédit. Les quatre freins à disques développés par Dunlop sont disponibles de série, et sont abrités de la pluie pour éviter les pertes d'adhérence entre les plaquettes de freins et les disques. Les circuits hydrauliques avant et arrière sont indépendants et disposent chacun de leur propre servo-frein, de leur maître-cylindre et de leur réservoir. L'amortissement de l'automobile est réalisé par un essieu arrière rigide, suspendu par des ressorts à lames semi-elliptiques longitudinaux et des ressorts hélicoïdaux avec amortisseurs télescopiques. Les roues avant sont elles indépendantes.
Son poids très raisonnable de 1 400 kg, notamment par l'utilisation d'une structure tubulaire en acier constituée de tubes de section ovale soudés électriquement avec le moteur fixé dessus en quatre points, permet à la 330 GT 2+2 d'effectuer le 1 000 m départ-arrêté en 28 secondes tandis que le 0 à 100 km/h est atteint en 7,5 secondes.

## Héritage
La production de la 330 GT 2+2 prend fin en 1967 avec le lancement de la 365 GT 2+2. 1 088 exemplaires seront écoulés en quatre ans dont 628 pour la Série I à double phares, confirmant l'engouement croissant des clients pour les configurations 2+2.